# Razer
Razer és una empresa dedicada a la fabricació i venta de productes destinats als jocs d'ordinador. Va ser creada a l'any 1998 per Min-Liang Tan, Robert Krakoff i un equip d'enginyers i venedors per comercialitzar el primer producte d'aquesta empresa, un ratolí de “gaming”, el Boomslang, el qual va fer sortir la empresa a la llum amb un gran nombre de vendes. Razer durant la seva història ha creat molts productes d'alta gama, aquest productes són des d'ordinadors portàtils fins a perifèrics, com ratolins i auriculars, i diferents accessoris i “wearables”.

## Història
Razer va començar a l'any 1998 com una empresa que es deia Karna LCC i que estava dirigida per Robert Krakoff. Aquesta empresa va adquirir components d'alta tecnologia que es van fer servir per a diferents productes que eren aplicables a molts camps, com la medicina. Robert Krakoff va conèixer a Min-Liang Tan i van començar a pensar diferents dissenys de productes per als gamers.
A l'any 1999 Karnna LCC va treure el seu primer producte destinat al Gaming, un ratolí d'alta precisió, el BOOMSLANG. Va ser el primer producte Gamer d'alta tecnologia.
A l'any 2000 Karna LCC va tenir una caiguda financial i va haver de fer fora a tots els treballadors i tancar. Però Min-Liang Tan va buscar a Robert Krakoff i van comprar els drets de l'empresa de Razer, amb els diners que havien guanyat a Karna LCC i van tornar a treure l'empresa a la llum amb el llançament del DiamondBlack un dels productes de Gaming més venuts de la història.
A l'any 2006 Razer fa una col·laboració amb Microsoft, amb la tecnologia de Razer Microsoft treu el seu primer producte de Gaming, el Habu, un ratolí làser de molta precisió. També va llançar al mercat els seus primers auriculars, els Razer Barracuda. A finals d'any van treure un nou ratolí, el DeathAdder, que va superar les vendes de tots els altres ratolins que havien creat.
En els següents anys Razer va treure molts altres productes que van quedar finalistes en el CES. A l'any 2007 Razer i Microsoft van treure un teclat, el Reclusa, que va rebre el premi de millor finalista de tots els CES. També al 2009 Razer va treure el Mamba, que va ser el primer ratolí, per al Gaming, sense fils.
En els anys 2010 i els següents razer va treure el seu primer comandament de la Xbox, que va guanyar un premi en els CES i molts altres productes que també van guanyar premis CES com el Switchblade, un PC de Gaming, els Tiamat, uns auriculars de Gaming o el Razer Blade, un altre PC de Gaming.

## Productes
Razer és una empresa que generalment crea productes dedicats al Gaming de nivell avançat. Dins d'aquesta gran varietat de productes hi ha Ordinadors, perifèrics, com ratolins d'alta precisió, teclats i auriculars. I també Razer ha creat diferents “wearables” com un mòbil i models de rellotges intel·ligents.

### Ordinadors
Razer, en tota la seva història, ha tret un model de PC, el Blade, encara que n'ha fet diverses versions posteriors. El razer Blade stealth, el Razer Blade pro i el Razer Blade 15’.

### Perifèrics
Els perifèrics són els productes principals de Razer, la gran majoria dels productes de Razer són ratolins i teclats d'alta precisió amb un temps de resposta molt curt, encara que Razer també ha creat altre tipus de perifèrics com auriculars.
- A l'any 1999 Razer va crear el Boomslang
- A l'any 2004 Razer va crear el DiamondBlack, un dels models més exitosos.
- A l'any 2006 Razer va treure el DeathAdder, és el model més famós i més venut de Razer. També va treure el seu primer teclat, Taràntula.
- A l'any 2009 Razer va treure el Mamba, va ser el primer ratolí sense fils.
- A l'any 2010 Razer va treure el seu teclat més famós i venut, el Black Widow.
- A l'any 2011 Razer va treure l'imperator i al cap d'uns anys, al 2017 va treure el DeathAdder elite, juntament amb el Black Widow chroma v2.

### Wearables
Razer té només tres wearables que són el Razer phone, un telèfon mòbil. I dos rellotges intel·ligents, el Nabu i el Nabu x.
El Nabu i el Nabu x tenen un sistema operatiu que els permet, entre moltes altres funcions, rebre notificacions de missatgeria i de correus electrònics, comptar passes i controlar les teves constants quan fas esport.
El Razer Phone va sortir a la venda a l'any 2017 i té 8gb de RAM i 64 GB de memoria d'emmagatzematge i una pantalla de 5,7 polzades.

## Equips col·laboradors
Razer ha col·laborat amb diferents equips de Gaming professionals, dels eSports, aquest conjunt d'equips es coneixen com a equips Razer. Aquesta és una llista dels equips que col·laboren amb Razer.
- Team SlayerS
- Evil Geniuses
- Team Liquid
- Team Dignitas
- Counter Logic Gaming
- Mousesports
- CJ Entus
- KT Rolster
- SKT Telecom T1
- Team Titan
- Mastermind e-Sports Club
- paiN Gaming
- Hanoi Full Luois
- Luminosity Gaming
- Unicorns of Love
- Estrell
- Furious Gaming